# Індекс якості життя
«І́ндекс я́кості життя́» (англ. quality-of-life index) розроблений компанією «Economist Intelligence Unit», ґрунтується на методології, яка пов'язує підсумки досліджень по  

Індекс якості життя, 2019

суб'єктивній оцінці життя в країнах, з об'єктивними визначниками якості життя в цих країнах. Він охоплює дані по 80 країнам. 

## Методологія
Дослідження використовує 9 факторів якості життя для визначення оцінки країни. Нижче йде опис показників, які враховувалися при складанні рейтингу: 
1. Здоров'я: очікувана тривалість життя (в роках). Джерело: US Census Bureau
2. Сімейне життя: Рівень розлучень (на 1 тисячу осіб), ставиться оцінка від 1 (мало розлучень) до 5 (багато розлучень). Джерела: ООН; Euromonitor
3. Громадське життя: Змінна приймає значення 1 якщо в країні високий рівень відвідуваності церков або профспілкового членства. Джерело: World Values Survey
4. Матеріальний добробут: ВВП на душу населення, Паритет купівельної спроможності. Джерело: Economist Intelligence Unit
5. Політична стабільність та безпека: Рейтинги політичної стабільності та безпеки. Джерело: Economist Intelligence Unit
6. Клімат та географія: Широта, для розрізнення холодних та жарких кліматів. Джерело: CIA World Factbook
7. Гарантія роботи: Рівень безробіття (у %). Джерело: Economist Intelligence Unit
8. Політична свобода: Середній індекс політичної та громадянської свободи. Шкала від 1 (повністю вільна) до 7 (невільна). Джерело: Freedom House
9. Статева рівність: Вимірюється шляхом ділення середньої зарплати чоловіків на зарплату жінок. Джерело: UNDP Human Development Report

## Індекс якості життя від Economist Intelligence Unit, 2013
80 країн та територій, де було визначено індекс якості життя в 2013. Цікаво, що Греція яка пережила величезну боргову кризу 2010 року і отримала лише від МВФ 140 млрд.дол допомоги, випереджала Україну більше ніж на 40 пунктів. Україна в 2020р зайняла 59-й рядок, обійшовши сусідні пострадянські країни Білорусь і Росію.  

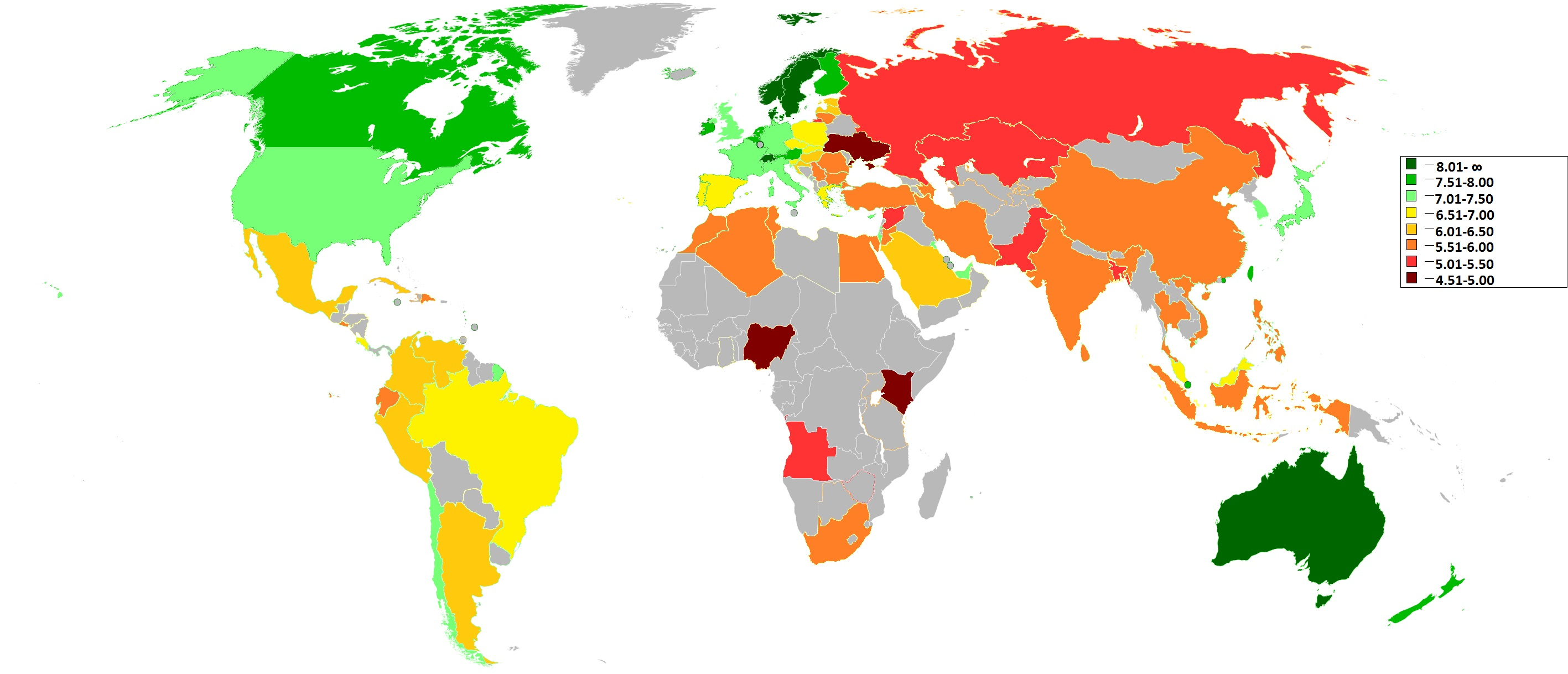
Мапа світу, що ілюструє якість життя за балами (2013)

| Місце | Країна або територія     | Бали за якістю життя (з 10) |
| ----- | ------------------------ | --------------------------- |
| 1     | Швейцарія                | 8,22                        |
| 2     | Австралія                | 8,18                        |
| 3     | Норвегія                 | 8,09                        |
| 4     | Швеція                   | 8,02                        |
| 5     | Данія                    | 8,01                        |
| 6     | Сінгапур                 | 8.00                        |
| 7     | Нова Зеландія            | 7,95                        |
| 8     | Нідерланди               | 7,94                        |
| 9     | Канада                   | 7,81                        |
| 10    | Гонконг                  | 7,80                        |
| 11    | Фінляндія                | 7,76                        |
| 12    | Ірландія                 | 7,74                        |
| 13    | Австрія                  | 7,73                        |
| 14    | Тайвань                  | 7,67                        |
| 15    | Бельгія                  | 7,51                        |
| 16    | Німеччина                | 7,38                        |
| 17    | США                      | 7,38                        |
| 18    | ОАЕ                      | 7,33                        |
| 19    | Південна Корея           | 7,25                        |
| 20    | Ізраїль                  | 7,23                        |
| 21    | Італія                   | 7,21                        |
| 22    | Кувейт                   | 7,18                        |
| 23    | Чилі                     | 7,10                        |
| 24    | Кіпр                     | 7,10                        |
| 25    | Японія                   | 7,08                        |
| 26    | Франція                  | 7,04                        |
| 27    | Велика Британія          | 7,01                        |
| 28    | Чехія                    | 6,96                        |
| 29    | Іспанія                  | 6,96                        |
| 30    | Коста-Рика               | 6,92                        |
| 31    | Португалія               | 6,92                        |
| 32    | Словенія                 | 6,77                        |
| 33    | Польща                   | 6,66                        |
| 34    | Греція                   | 6,65                        |
| 35    | Словаччина               | 6,64                        |
| 36    | Малайзія                 | 6,62                        |
| 37    | Бразилія                 | 6,52                        |
| 38    | Саудівська Аравія        | 6,49                        |
| 39    | Мексика                  | 6,41                        |
| 40    | Аргентина                | 6,39                        |
| 41    | Куба                     | 6,39                        |
| 42    | Колумбія                 | 6,27                        |
| 43    | Перу                     | 6,24                        |
| 44    | Естонія                  | 6,07                        |
| 45    | Венесуела                | 6,07                        |
| 46    | Хорватія                 | 6,06                        |
| 46    | Угорщина                 | 6,06                        |
| 48    | Латвія                   | 6,01                        |
| 49    | КНР                      | 5,99                        |
| 50    | Таїланд                  | 5,96                        |
| 51    | Туреччина                | 5,95                        |
| 52    | Домініканська Республіка | 5,93                        |
| 53    | ПАР                      | 5,89                        |
| 54    | Алжир                    | 5,86                        |
| 54    | Сербія                   | 5,86                        |
| 56    | Румунія                  | 5,85                        |
| 57    | Литва                    | 5,82                        |
| 58    | Іран                     | 5,78                        |
| 59    | Туніс                    | 5,77                        |
| 60    | Єгипет                   | 5,76                        |
| 61    | Болгарія                 | 5,73                        |
| 62    | Сальвадор                | 5,72                        |
| 63    | Філіппіни                | 5,71                        |
| 64    | Шрі-Ланка                | 5,71                        |
| 65    | Еквадор                  | 5,70                        |
| 66    | Індія                    | 5,67                        |
| 67    | Марокко                  | 5,67                        |
| 68    | В'єтнам                  | 5,64                        |
| 69    | Йорданія                 | 5,63                        |
| 70    | Азербайджан              | 5,60                        |
| 71    | Індонезія                | 5,54                        |
| 72    | Росія                    | 5,31                        |
| 73    | Сирія                    | 5,29                        |
| 74    | Казахстан                | 5,20                        |
| 75    | Пакистан                 | 5,17                        |
| 76    | Ангола                   | 5,09                        |
| 77    | Бангладеш                | 5,07                        |
| 78    | Україна                  | 4,98                        |
| 79    | Кенія                    | 4,91                        |
| 80    | Нігерія                  | 4,74                        |

## Індекс якості життя від Economist Intelligence Unit, 2005
111 країн та територій, які були включені в індекс якості життя в 2005.
| Місце | Країна або територія     | Бали за якістю життя (з 10) |
| ----- | ------------------------ | --------------------------- |
| 1     | Ірландія                 | 8.333                       |
| 2     | Швейцарія                | 8.068                       |
| 3     | Норвегія                 | 8.051                       |
| 4     | Люксембург               | 8.015                       |
| 5     | Швеція                   | 7.937                       |
| 6     | Австралія                | 7.925                       |
| 7     | Ісландія                 | 7.911                       |
| 8     | Італія                   | 7.810                       |
| 9     | Данія                    | 7.797                       |
| 10    | Іспанія                  | 7.727                       |
| 11    | Сінгапур                 | 7.719                       |
| 12    | Фінляндія                | 7.618                       |
| 13    | США                      | 7.615                       |
| 14    | Канада                   | 7.599                       |
| 15    | Нова Зеландія            | 7.436                       |
| 16    | Нідерланди               | 7.433                       |
| 17    | Японія                   | 7.392                       |
| 18    | Гонконг                  | 7.347                       |
| 19    | Португалія               | 7.307                       |
| 20    | Австрія                  | 7.268                       |
| 21    | Тайвань                  | 7.259                       |
| 22    | Греція                   | 7.163                       |
| 23    | Кіпр                     | 7.097                       |
| 24    | Бельгія                  | 7.095                       |
| 25    | Франція                  | 7.084                       |
| 26    | Німеччина                | 7.048                       |
| 27    | Словенія                 | 6.986                       |
| 28    | Мальта                   | 6.934                       |
| 29    | Велика Британія          | 6.917                       |
| 30    | Південна Корея           | 6.877                       |
| 31    | Чилі                     | 6.789                       |
| 32    | Мексика                  | 6.766                       |
| 33    | Барбадос                 | 6.702                       |
| 34    | Чехія                    | 6.629                       |
| 35    | Коста-Рика               | 6.624                       |
| 36    | Малайзія                 | 6.608                       |
| 37    | Угорщина                 | 6.534                       |
| 38    | Ізраїль                  | 6.488                       |
| 39    | Бразилія                 | 6.470                       |
| 40    | Аргентина                | 6.469                       |
| 41    | Катар                    | 6.462                       |
| 42    | Таїланд                  | 6.436                       |
| 43    | Шрі-Ланка                | 6.417                       |
| 44    | Філіппіни                | 6.403                       |
| 45    | Словаччина               | 6.381                       |
| 46    | Уругвай                  | 6.368                       |
| 47    | Панама                   | 6.361                       |
| 48    | Польща                   | 6.309                       |
| 49    | Хорватія                 | 6.301                       |
| 50    | Туреччина                | 6.286                       |
| 51    | Тринідад і Тобаго        | 6.278                       |
| 52    | Еквадор                  | 6.272                       |
| 53    | Перу                     | 6.216                       |
| 54    | Колумбія                 | 6.176                       |
| 55    | Кувейт                   | 6.171                       |
| 56    | Сальвадор                | 6.164                       |
| 57    | Болгарія                 | 6.162                       |
| 58    | Румунія                  | 6.105                       |
| 59    | Венесуела                | 6.089                       |
| 60    | КНР                      | 6.083                       |
| 61    | В'єтнам                  | 6.080                       |
| 62    | Бахрейн                  | 6.035                       |
| 63    | Литва                    | 6.033                       |
| 64    | Ямайка                   | 6.022                       |
| 65    | Марокко                  | 6.018                       |
| 66    | Латвія                   | 6.008                       |
| 67    | Оман                     | 5.916                       |
| 68    | Естонія                  | 5.905                       |
| 69    | ОАЕ                      | 5.899                       |
| 70    | Лівія                    | 5.849                       |
| 71    | Індонезія                | 5.814                       |
| 72    | Саудівська Аравія        | 5.767                       |
| 73    | Індія                    | 5.759                       |
| 74    | Парагвай                 | 5.756                       |
| 75    | Йорданія                 | 5.675                       |
| 76    | Нікарагуа                | 5.663                       |
| 77    | Бангладеш                | 5.646                       |
| 78    | Албанія                  | 5.634                       |
| 79    | Домініканська Республіка | 5.630                       |
| 80    | Єгипет                   | 5.605                       |
| 81    | Алжир                    | 5.571                       |
| 82    | Болівія                  | 5.492                       |
| 83    | Туніс                    | 5.472                       |
| 84    | Сербія                   | 5.428                       |
| 85    | Вірменія                 | 5.422                       |
| 86    | Азербайджан              | 5.377                       |
| 87    | Грузія                   | 5.365                       |
| 88    | Іран                     | 5.343                       |
| 89    | Північна Македонія       | 5.337                       |
| 90    | Гватемала                | 5.321                       |
| 91    | Гондурас                 | 5.250                       |
| 92    | ПАР                      | 5.245                       |
| 93    | Пакистан                 | 5.229                       |
| 94    | Боснія і Герцеговина     | 5.218                       |
| 95    | Гана                     | 5.174                       |
| 96    | Казахстан                | 5.082                       |
| 97    | Сирія                    | 5.052                       |
| 98    | Україна                  | 5.032                       |
| 99    | Молдова                  | 5.009                       |
| 100   | Білорусь                 | 4.978                       |
| 101   | Уганда                   | 4.879                       |
| 102   | Туркменістан             | 4.870                       |
| 103   | Киргизстан               | 4.846                       |
| 104   | Ботсвана                 | 4.810                       |
| 105   | Росія                    | 4.796                       |
| 106   | Узбекистан               | 4.767                       |
| 107   | Таджикистан              | 4.754                       |
| 108   | Нігерія                  | 4.505                       |
| 109   | Танзанія                 | 4.495                       |
| 110   | Гаїті                    | 4.090                       |
| 111   | Зімбабве                 | 3.892                       |

## Країни, які не ввійшли в список
Багато країн, включаючи більшість найменш розвинених країн, не були включені в рейтинг через брак даних для їх оцінки. Також не були включені карликові держави  Європи. 
| - Афганістан - Андорра - Ангола - Багами - Бенін - Беліз - Бутан - Буркіна-Фасо - Бурунді - Камбоджа - Камерун - Центральноафриканська Республіка - Чад - Республіка Конго - Кот-д'Івуар - Куба | - ДР Конго - Ефіопія - Габон - Гамбія - Гренландія - Гвінея - Гвінея-Бісау - Гаяна - Ірак - Кенія - Кірибаті - Лаос - Ліван - Ліберія - Ліхтенштейн - Мадагаскар | - Малаві - Малі - Маршаллові Острови - Мавританія - Маврикій - Федеративні Штати Мікронезії - Монако - Мозамбік - М'янма - Намібія - Науру - Непал - Нігер - Північна Корея - Палау - Палестина | - Папуа Нова Гвінея - Пуерто-Рико - Руанда - Сан-Марино - Сенегал - Сьєрра-Леоне - Сомалі - Судан - Того - Тувалу - Ватикан - Ємен - Замбія |

## Індекс якості життя OECD, 2013
ОЕСР опублікувала індекс якості життя (Better Life Index) за 2013. В індекс входять такі параметри, як житло, різниця в доходах, зайнятість, освіта, захист навколишнього середовища, охорона здоров'я, безпека, задоволеність життям і т.п. Максимальна оцінка по кожному параметру — 10 балів. Лідером рейтингу опинилася Австралія, замикає список Туреччина. Ізраїль зайняв 24-е місце — заслужив таку високу оцінку за охорону здоров'я — 8,9 балів. Укладачі рейтингу відзначили високу тривалість життя в країні — 82 роки у чоловіків і 84 у жінок. Задоволеність життям — 7,9 балів, безпека — 7,3 балів. При цьому у єврейських держав погані показники в галузі освіти — 4,8 балів, громадянського суспільства — 2,2 балів, рівні доходів та добробуту — 3,5 балів, житло — 4,8 балів. За зайнятість Ізраїль отримав 6 балів. 
Росії найвищий бал присвоєно показнику "співвідношення роботи та дозвілля" — 8,5 балів. Ізраїль отримав лише 5,5 балів. Однак за показником "задоволеність життям" Росія отримала лише 3 бали, з охорони здоров'я — 0,5 балів. 
| Місце | Найменування країни або територіальної одиниці |
| ----- | ---------------------------------------------- |
| 1     | Австралія                                      |
| 2     | Швеція                                         |
| 3     | Канада                                         |
| 4     | Норвегія                                       |
| 5     | Швейцарія                                      |
| 6     | США                                            |
| 7     | Данія                                          |
| 8     | Нідерланди                                     |
| 9     | Ісландія                                       |
| 10    | Велика Британія                                |
| 11    | Нова Зеландія                                  |
| 12    | Фінляндія                                      |
| 13    | Австрія                                        |
| 14    | Люксембург                                     |
| 15    | Ірландія                                       |
| 16    | Бельгія                                        |
| 17    | Німеччина                                      |
| 18    | Франція                                        |
| 19    | Словенія                                       |
| 20    | Іспанія                                        |
| 21    | Японія                                         |
| 22    | Чехія                                          |
| 23    | Італія                                         |
| 24    | Ізраїль                                        |
| 25    | Польща                                         |
| 26    | Словаччина                                     |
| 27    | Південна Корея                                 |
| 28    | Португалія                                     |
| 29    | Угорщина                                       |
| 30    | Греція                                         |
| 31    | Естонія                                        |
| 32    | Росія                                          |
| 33    | Бразилія                                       |
| 34    | Чилі                                           |
| 35    | Мексика                                        |
| 36    | Туреччина                                      |